# 曲淵駅

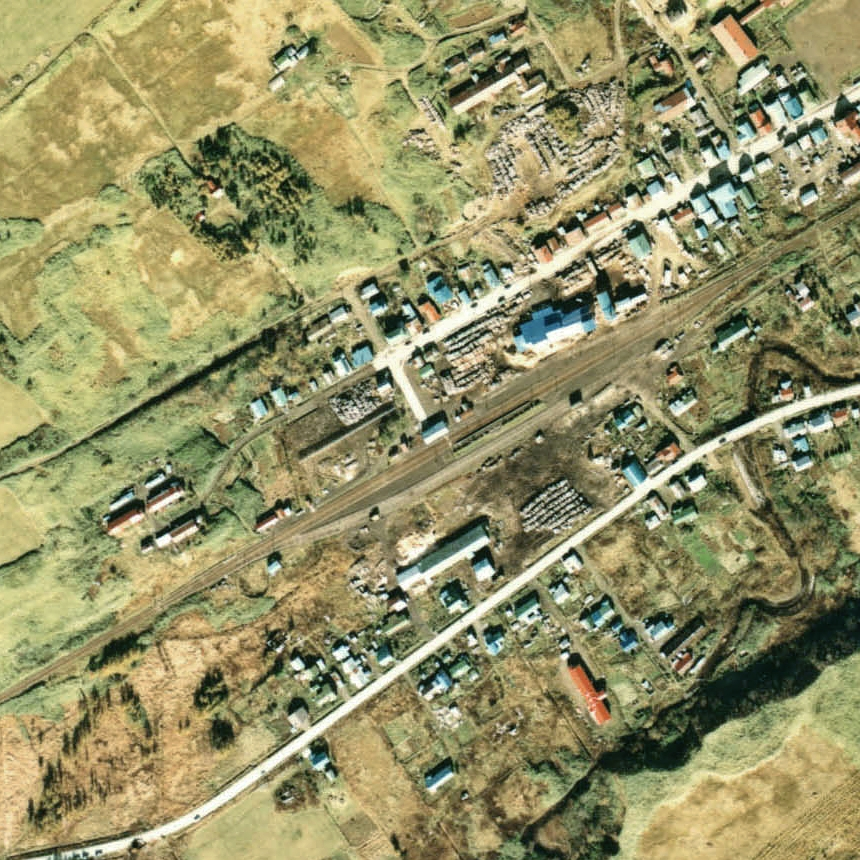
1977年の曲淵駅と周囲約500m範囲。左が南稚内方面。千鳥式ホーム2面2線と2本の副本線、駅舎横の貨物ホームへ引込み線を持つ。駅裏南稚内側に峠越え補機用機関車の転車台の跡を残している。かつては東側の山奥に炭坑があり、町の東側に選炭場があった。そこから本線の下を潜って駅裏側の島ホーム正面にあったホッパーへ、トロッコ軌道が引かれていた。本線浜頓別側の南側に沿って敷かれた軌道跡が残っている。閉山から13年経て、炭住も撤去され、ストックヤードには僅かな木材が野積みされている。

曲淵駅（まがりふちえき）は、北海道（宗谷支庁）稚内市大字声問村字曲渕にかつて存在した、北海道旅客鉄道（JR北海道）天北線の駅（廃駅）である。電報略号はマカ。事務管理コードは▲121915。

## 歴史
- 1922年（大正11年）11月1日 - 鉄道省宗谷本線、鬼志別駅 - 稚内駅（現在の南稚内駅）間の延伸開通（宗谷本線全通）に伴い開業[5][6]。一般駅[1]。
- 1930年（昭和5年）4月1日 - 音威子府駅 - 稚内駅間を宗谷本線から北見線に改称、それに伴い同線の駅となる。
- 1949年（昭和24年）6月1日 - 公共企業体である日本国有鉄道に移管。
- 1961年（昭和36年）4月1日 - 路線名称が天北線に改称され、それに伴い同線の駅となる。
- 1964年（昭和39年）頃 - 近隣の曲淵炭鉱が閉山。石炭輸送が途絶える。
- 1982年（昭和57年）6月1日 - 貨物の取り扱いを廃止[1]。
- 1984年（昭和59年）2月1日 - 荷物の取り扱いを廃止[1]。
- 1987年（昭和62年）4月1日 - 国鉄分割民営化により、北海道旅客鉄道（JR北海道）の駅となる[1]。
- 1989年（平成元年）5月1日 - 天北線の全線廃止に伴い、廃駅となる[1]。

### 駅名の由来
「この付近を流れる川がふちをなして、たいへん曲がっているので」命名したとされている。
地名表記は現在異体字の渕を使用しているが、駅については開業から廃止に至るまで正字の淵を使用している。

## 駅構造
廃止時点で、単式ホーム・島式ホーム（片面使用）を複合した計2面2線のホームと線路を有する地上駅で、列車交換可能な交換駅であった。互いのホームは、駅舎側ホーム中央部分と島式ホーム中央部分を結んだ構内踏切で連絡していた。駅舎側（北側）ホームが上りの1番線、対向側ホームが上下共用の2番線となっていた。そのほか島式ホームの外側に2線を側線として有しており、1番線の音威子府方から分岐し駅舎東側の切欠き部分の貨物ホームへの貨物側線を1線有していた。
職員配置駅となっており、木造駅舎は構内の北側に位置し、1番線ホーム中央部に接していた。

## 利用状況
乗車人員の推移は以下のとおり。年間の値のみ判明している年については、当該年度の日数で除した値を括弧書きで1日平均欄に示す。
| 年度               | 乗車人員 | 乗車人員 | 出典   | 備考                     |
| 年度               | 年間     | 1日平均  | 出典   | 備考                     |
| ------------------ | -------- | -------- | ------ | ------------------------ |
| 1935年（昭和10年） | 3,378    | (9.2)    | [ 8 ]  |                          |
| 1949年（昭和24年） | 66,623   | (182.5)  | [ 8 ]  |                          |
| 1968年（昭和43年） | 102,464  | (280.7)  | [ 9 ]  |                          |
| 1970年（昭和45年） | 84,227   | (230.8)  | [ 9 ]  |                          |
| 1975年（昭和50年） | 58,266   | (159.6)  | [ 9 ]  |                          |
| 1980年（昭和55年） | 39,231   | (107.5)  | [ 9 ]  |                          |
| 1978年（昭和53年） |          | 132      | [ 10 ] |                          |
| 1981年（昭和56年） |          | （55.0)  | [ 7 ]  | 1日当たりの乗降客数110人 |
| 1985年（昭和60年） | 21,226   | (58.2)   | [ 9 ]  |                          |

## 駅周辺
1960年代前半までは、天北炭田で栄えていたが、現在は僅かな集落が残るのみである。2010年（平成22年）時点では、町はずれに露天掘り炭鉱の跡が残存している。
- 北海道道646号曲淵停車場線
- 北海道道138号豊富猿払線
- 稚内曲渕簡易郵便局
- 曲渕神社
- 宇流谷川[11]
- 宗谷バス曲渕線「曲渕」停留所（2020年3月31日限りで廃止）

## 駅跡

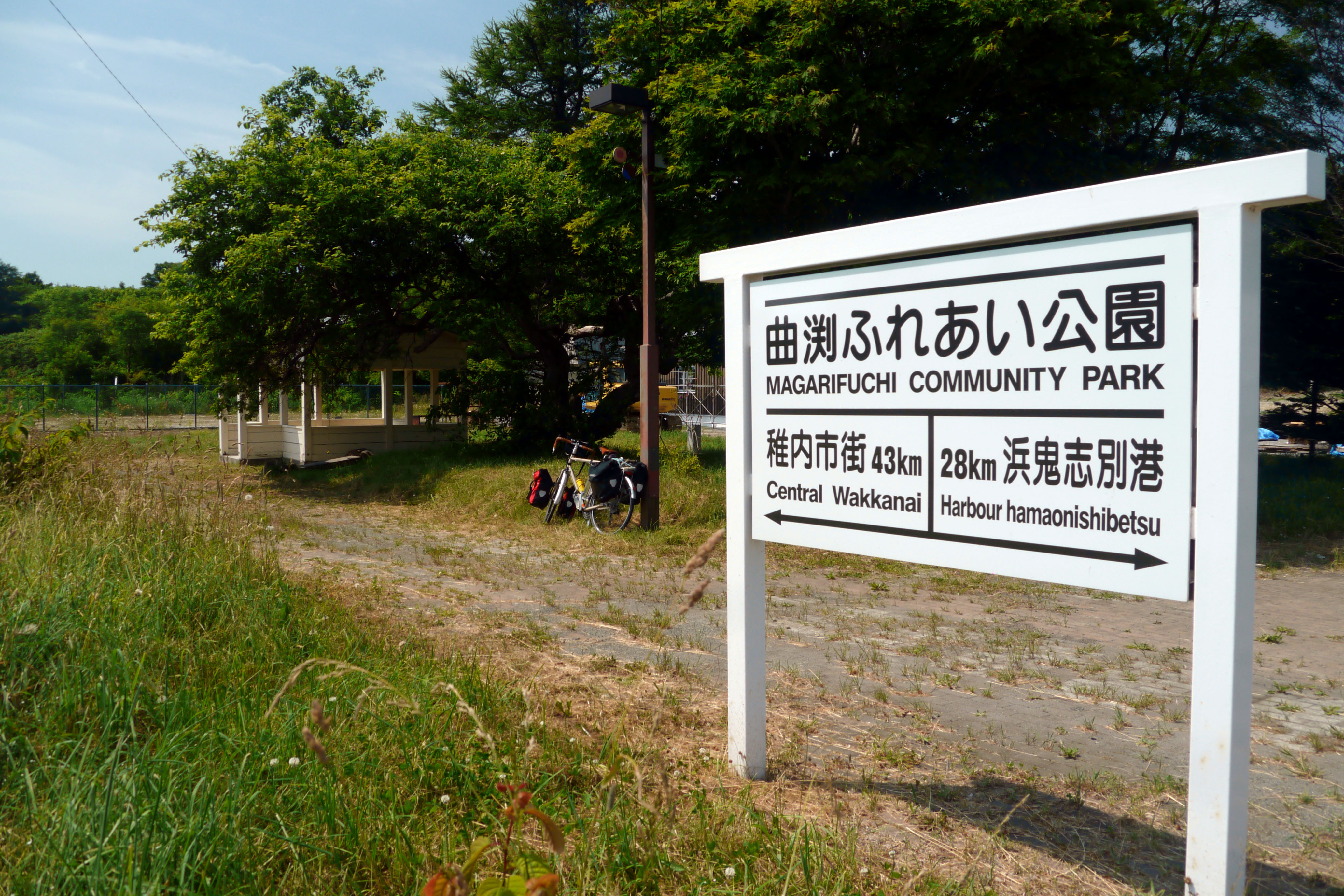
曲淵駅跡(2011年8月4日)

2001年（平成13年）時点では「曲渕ふれあい公園」に整備されており、駅名標を模した看板が設置されていた。また駅前にあった植え込みがそのまま残存していた。2010年（平成22年）時点では公園は同様であった。また、2011年（平成23年）時点ではバス待合所の建物が建築されていた。周辺の道路標識には「曲渕駅」（「ふち」の文字は「渕」）と記載されたものが使用されている。現在は、住宅が建てられている。また、駅周辺の路盤は北海道道138号豊富猿払線に転用されている。
なお、天北線代替バスの再編後、2011年より運行されていた宗谷バス曲渕線は、2020年3月末をもって廃止され、乗合タクシーに転換された。

## その他
1987年（昭和62年）4月時点で、当駅を着駅とする区間列車が上り1本（稚内駅 - 当駅間）設定されていた（1987年〈昭和62年〉3月20日改定の時刻）。

## 隣の駅
北海道旅客鉄道
天北線
小石駅 - 曲淵駅 - 沼川駅